# Acanthogonatus centralis
Acanthogonatus centralis is een spinnensoort in de taxonomische indeling van de bruine klapdeurspinnen (Nemesiidae).
Acanthogonatus centralis werd in 1995 beschreven door Goloboff.